# Gilberto Silva
Gilberto Aparecido da Silva (* 7. října 1976, Lagoa da Prata, Brazílie) je bývalý brazilský fotbalový záložník a reprezentant. Vítěz MS 2002 v Japonsku a Jižní Koreji. Kariéru ukončil v brazilském klubu Atlético Mineiro.
Mimo Brazílie hrál v Anglii a Řecku.
25. září 2002 překonal tehdejší rekord Ligy mistrů, v zápase proti nizozemskému PSV Eindhoven vstřelil gól za pouhých 19,4 sekund zápasu. Od 7. března 2007 držel tento rekord Roy Makaay, který se do branky Realu Madrid trefil po necelých 11 sekundách.[zdroj?]

## Úspěchy

### Klubové
- 1× vítěz Premier League – (2003/04)
- 2× vítěz FA Cupu – (2003, 2005)
- 2× vítěz Community Shield – (2002, 2004)
- 1× vítěz Řecká Superliga – (2010)
- 1× vítěz Řecký fotbalový pohár – (2010)

### Reprezentační
- 1× vítěz Mistrovství světa – (2002)
- 1× vítěz Copa América – (2007)
- 2× vítěz Konfederačního poháru FIFA – (2005, 2009)